# Aristéneto de Nicea
Aristéneto fue un escritor griego, autor de un romance en forma de cartas en el que se encuentran pormenores curiosos sobre las costumbres de su tiempo. 

## Biografía
Nació en Nicea por los años 300 y pereció, según se dice, en el terremoto que destruyó Nicomedia en 358. Era contemporáneo y amigo de Libanio.
Las cartas de Aristenetes se publicaron en Amberes en 1566, en Utrecht, en griego y latín con notas de Paw en 1737 y en París en 1823, por Mr. Boissonade.